# ديك باس (لاعب كرة قدم أمريكية)
ديك باس (بالإنجليزية: Dick Bass) هو لاعب كرة قدم أمريكية أمريكي، ولد في 15 مارس 1937 في جورجتاون في الولايات المتحدة، وتوفي في 1 فبراير 2006 في نوروالك في الولايات المتحدة.

## وصلات خارجية
- ديك باس على موقع مرجع كرة القدم المحترفة.كوم (الإنجليزية)